# فرودگاه ایامبک
فرودگاه ایامبک (به انگلیسی: Aiambak Airport) یک فرودگاه با کد یاتا AIH است. این فرودگاه در کشور پاپوآ گینه نو قرار دارد و در ارتفاع ۲۷ متری از سطح دریا واقع شده‌است.